# Člověk socialistické přítomnosti a poznání světa
Člověk socialistické přítomnosti a poznání světa je pískovcová skulptura, jejímiž autory jsou Vladislav Gajda (1925-2010) a Jan Gajda (1950-2012). Dílo se nachází v Ostravě-Porubě v Moravskoslezském kraji.

## Historie a popis díla
Dílo Člověk socialistické přítomnosti a poznání světa se nachází v exteriéru na chodníku před prostranstvím Základní školy Josefa Valčíka 4411/2 v Ostravě - Porubě. Je umístěno na sloupu a vytvořeno z hořického pískovce. Práce byla zadána v roce 1979 a vznikala v letech 1982-1983. Na díle jsou nápisy a symboly znalostí a učebních pomůcek, např. pravítko, zeměkoule, houslový klíč, notový záznam aj.
| „ | TÁTA MÁMA DÍTĚ | “ |

| „ | πr2 | “ |

| „ | H2O | “ |

| „ | MOJE VAŠE NAŠE | “ |

| „ | a2+b2=c2 | “ |

## Galerie

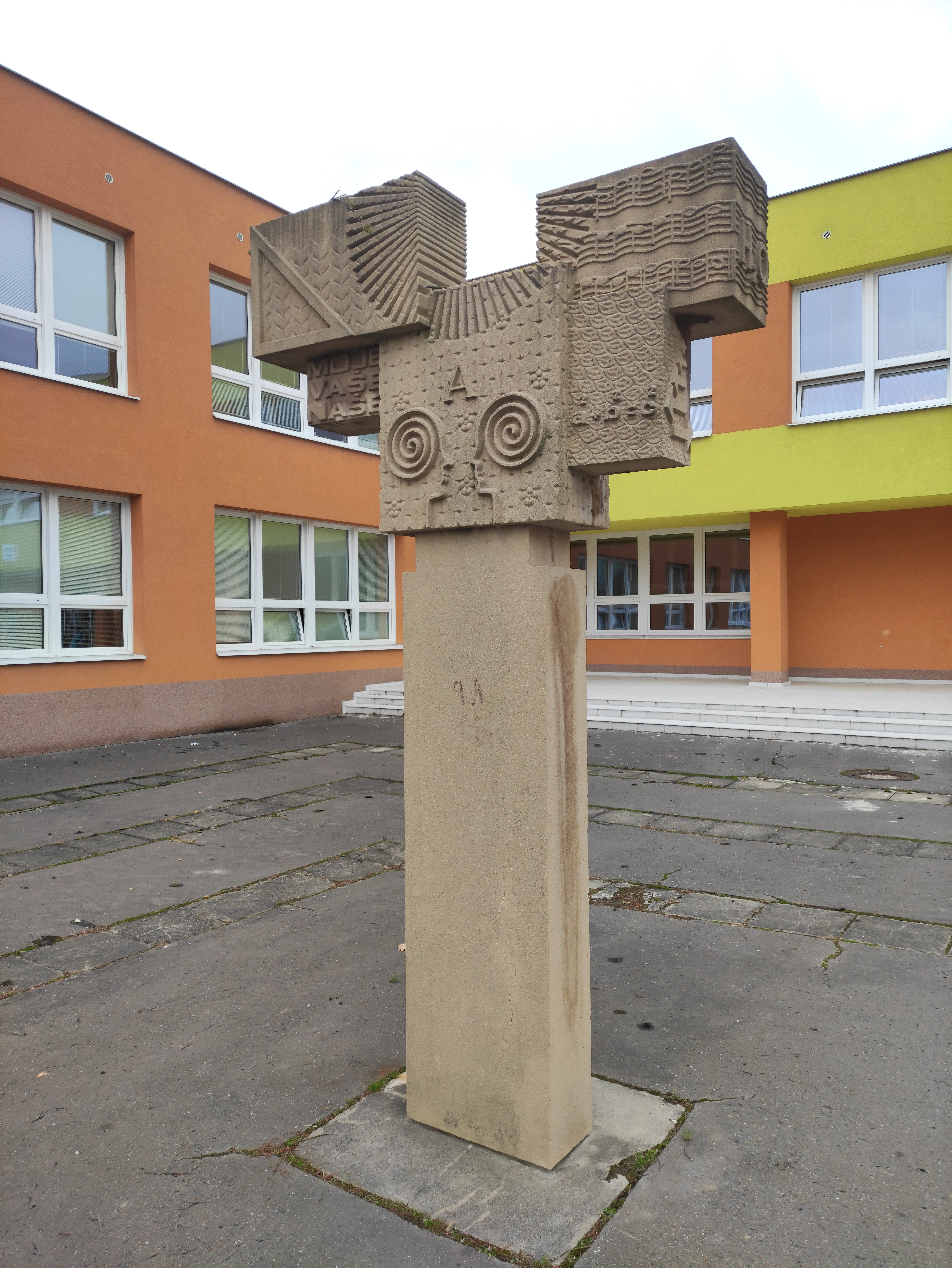
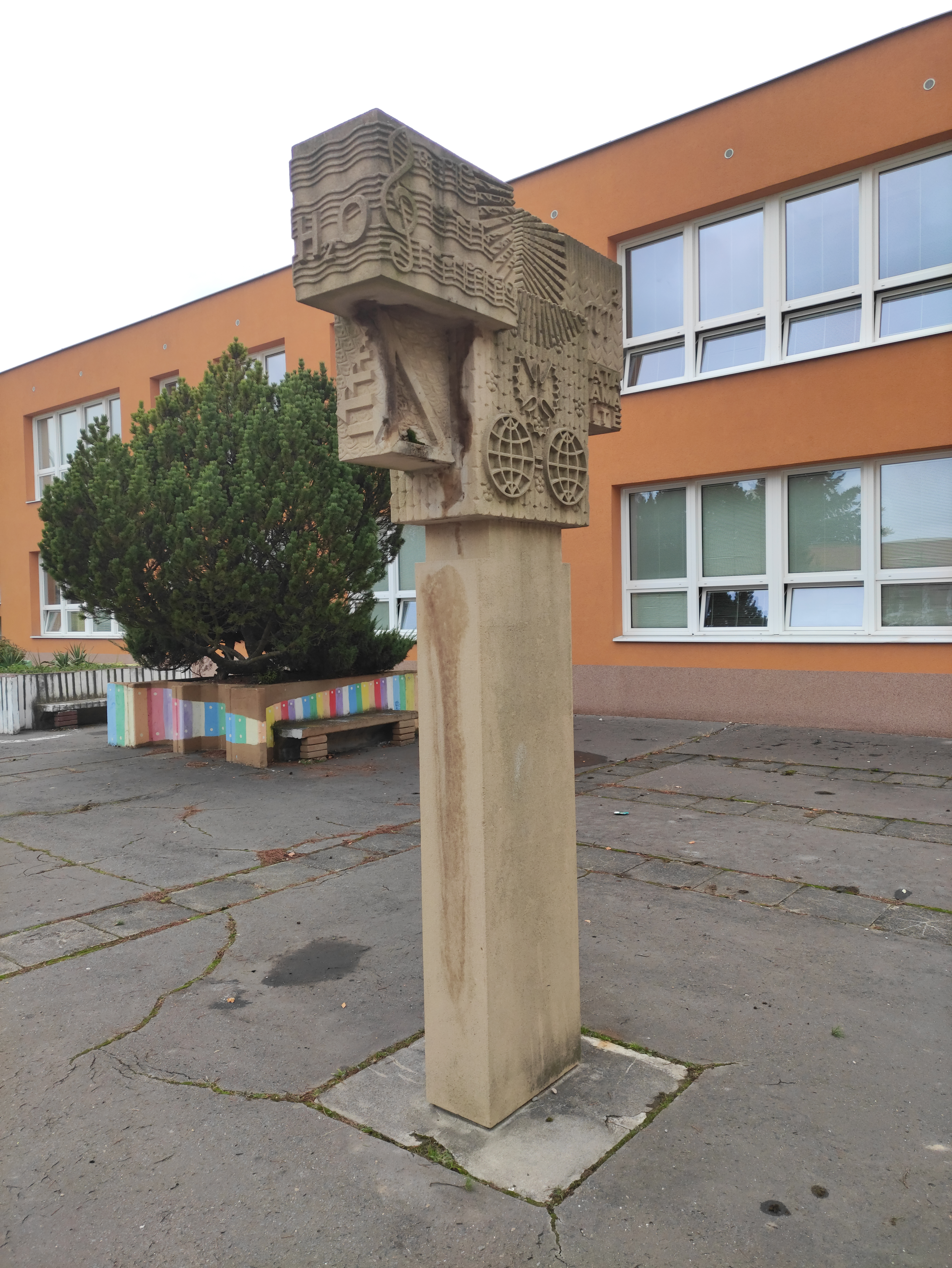